# Mineral Point (Town)
Die Town of Mineral Point ist eine von 14 Towns im Iowa County im US-amerikanischen Bundesstaat Wisconsin. Im Jahr 2010 hatte die Town of Mineral Point 1033 Einwohner.
Town hat in Wisconsin eine grundlegend andere Bedeutung, als im übrigen englischsprachigen Bereich. Vielmehr entspricht sie den in den anderen US-Bundesstaaten üblichen Townships, die nach dem County die nächstkleinere Verwaltungseinheit bilden.
Das Gebiet der Town of Mineral Point ist Bestandteil der Metropolregion Madison.

## Geografie
Die Town of Mineral Point liegt im Südwesten Wisconsins. Der am Mississippi gelegene Schnittpunkt der drei  Bundesstaaten Wisconsin, Iowa und Minnesota liegt rund 150 km nordwestlich; nach Illinois sind es rund 45 km in südlicher Richtung.
Die geografischen Koordinaten des Zentrums der Town of Mineral Point sind 42°52′02″ nördlicher Breite und 90°09′07″ westlicher Länge. Sie erstreckt sich über eine Fläche von 153,1 km². Die Town of Mineral Point umschließt vollständig die City of Mineral Point, ohne dass diese der Town angehört. 
Die Town of Mineral Point liegt im Süden des Iowa County und grenzt an folgende Nachbartowns:
| Town of Linden                     | Town of Dodgeville                          |                                    |
|                                    | Kompassrose, die auf Nachbargemeinden zeigt | Town of Waldwick                   |
| Town of Kendall (Lafayette County) | Town of Willow Springs (Lafayette County)   | Town of Fayette (Lafayette County) |

## Verkehr
Der U.S. Highway 151 führt von Nord nach Südwest durch die Town of Mineral Point. Der Wisconsin State Highway 23 verläuft in Nord-Süd-Richtung, der Wisconsin State Highway 39 führt von West nach Ost. In der nicht zur Town gehörenden Stadt Mineral Point kreuzen diese Straßen. Daneben führen durch das Gebiet der Town noch die County Highways D, O, S und Y durch das Gebiet der Town of Dodgeville. Alle weiteren Straßen sind untergeordnete Landstraßen sowie teils unbefestigte Fahrwege.
Mit dem Iowa County Airport befindet sich unmittelbar hinter der nordwestlichen Grenze der Town ein kleiner Flugplatz. Die nächsten Verkehrsflughäfen sind der Dubuque Regional Airport in Iowa (rund 75 km südwestlich), der Dane County Regional Airport in Wisconsins Hauptstadt Madison (rund 90 km ostnordöstlich) und der Chicago Rockford International Airport (rund 145 km südöstlich).

## Bevölkerung
Nach der Volkszählung im Jahr 2010 lebten in der Town of Mineral Point 1033 Menschen in 364 Haushalten. Die Bevölkerungsdichte betrug 6,7 Einwohner pro Quadratkilometer. In den 364 Haushalten lebten statistisch je 2,83 Personen. 
Ethnisch betrachtet setzte sich die Bevölkerung zusammen aus 98,5 Prozent Weißen, 0,2 Prozent Afroamerikanern, 0,1 Prozent (eine Person) Asiaten sowie 0,6 Prozent aus anderen ethnischen Gruppen; 0,7 Prozent stammten von zwei oder mehr Ethnien ab. Unabhängig von der ethnischen Zugehörigkeit waren 0,6 Prozent der Bevölkerung spanischer oder lateinamerikanischer Abstammung. 
31,1 Prozent der Bevölkerung waren unter 18 Jahre alt, 58,1 Prozent waren zwischen 18 und 64 und 10,8 Prozent waren 65 Jahre oder älter. 49,2 Prozent der Bevölkerung war weiblich.
Das mittlere jährliche Einkommen eines Haushalts lag bei 65.481 USD. Das Pro-Kopf-Einkommen betrug 24.789 USD. 3,0 Prozent der Einwohner lebten unterhalb der Armutsgrenze.

## Ortschaften in der Town of Mineral Point
Neben Streubesiedlung existieren in der Town of Mineral Point keine weiteren Siedlungen.